# Прудник Олександр Панасович
Прудник Олександр Панасович (1 жовтня 1933, с. Олексіївка, Дніпропетровська область — 5 листопада 2009, Новосибірськ) — радянський оперний співак (бас-баритон), педагог, народний артист РРФСР.
У 1953—1955 роках був солістом Ансамблю пісні і танцю Туркестанського військового округу.
У 1962 році закінчив Харківську консерваторію.
У 1962—1967 роках був солістом у Львівському театрі опери та балету. У 1962—1967 роках виступав в Бакинському театрі опери та балету.
У 1971—2002 роках був ведучим солістом Новосибірського державного академічного театру опери та балету. Виконав 24 ролі, серед яких важливе місце займала італійська оперна класика. Гастролював у Москві, Ленінграді, Свердловську, Челябінську, Києві, Тбілісі, Ташкенті, а також за кордоном. Всього в його репертуарі було близько 60 провідних баритонових і басових партій.
У 1988-2009 роках викладав на кафедрі сольного співу Новосибірської консерваторії, доцент (1993), професор (2007). Серед його учнів лауреат міжнародних конкурсів В. Єфанов, солісти Новосибірського театру опери та балету А. Ісаков, А. Алексєєв.

## Сім'я
- Брат - співак Володимир Опанасович Прудник (нар. 1937), заслужений артист РРФСР.